# Banque Otkrytie
La banque Otkrytie, parfois inexactement transcrit Otkritie, est une banque russe, créée en 1992.

## Histoire
En 2012, la Nomos-Bank est renommée Otkritie.[réf. souhaitée]
En août 2017, la banque centrale russe annonce le renflouement de la banque Otkritie, à la suite d'un retrait important de ses dépôts, près de 7 milliards d'équivalents en euro en deux mois, soit près de 25 % de ses dépôts.
En décembre 2022, VTB annonce l'acquisition de la banque Otkritie à la banque centrale russe pour 340 milliards de roubles, ce qui correspond à 4,7 milliards de dollars.